# Степан Разин (картина)
«Степан Разин» — историческая картина русского художника Василия Сурикова, написанная в 1904—1906 годах и частично переписанная в 1910 году. Хранится в Русском музее.

## Описание
Суриков изобразил на картине казацкого вождя Степана Разина, сидящего в задумчивости в плывущей по реке лодке. Художник не пытается здесь показать какое-то конкретное событие: для него важна общая атмосфера и психология атамана. Сохранилось описание картины от художника-передвижника Якова Минченкова: «…Вечерняя тишина над ширью Волги. Плывёт с набега вольная дружина. Везет отбитое в Персии и у купцов добро. Песни и разгул. Один Степан Тимофеевич далек от веселья; задумался думой, как сделать вольным русский народ. Едва скользит по Волге лодка, под широким парусом полулежит Степан с глубокой думой во взоре, и дума та легла над всем широким раздольем Волги».

## Судьба картины
Идея картины о Степане Разине появилась у Сурикова в середине 1880-х годов, во время работы над «Боярыней Морозовой». В 1887 году был создан первый эскиз, на котором Разин нарисован с персидской княжной во главе флотилии судов. Есть предположение, что в образе княжны Суриков изобразил жену. Художник вернулся к работе в 1900 году, отказавшись от образа княжны. Этюды для картины он писал в Сибири и на Дону, Разина рисовал с красноярского учёного Ивана Савенкова или с его сына Тимофея. Возможно, ранние этюды делались со старшего Савенкова, а поздние — с младшего. Работа продолжалась и после продажи картины в 1907 году; в финальном варианте Суриков использовал для изображения Разина автопортретный этюд. Есть мнение, что в итоге огромная картина может считаться своеобразным эмоциональным автопортретом художника.
Картина была куплена В. Г. Винтерфельдом, который в 1911 году экспонировал её на Всемирной выставке в Риме. С 1918 года она находится в Русском музее.
Одним из первых высоко оценил «Степана Разина» Михаил Нестеров, в 1906 году написавший другу А. Турыгину, что это «картина первого сорта» с благородными тоном и композицией. Максимилиан Волошин отметил, что от предыдущих картин Сурикова «Разина» отличает эмоциональная оторванность главного героя от окружающих его персонажей.

Этюд «Гребцы» 1902 года хранится в Нижегородском государственном художественном музее.

Картина по почтовых марках СССР, 1941 год
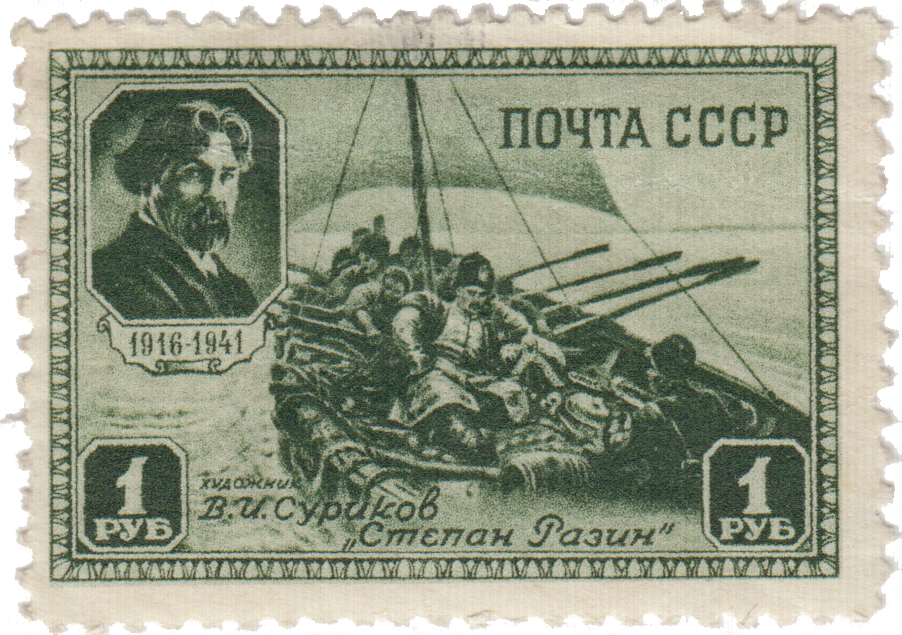
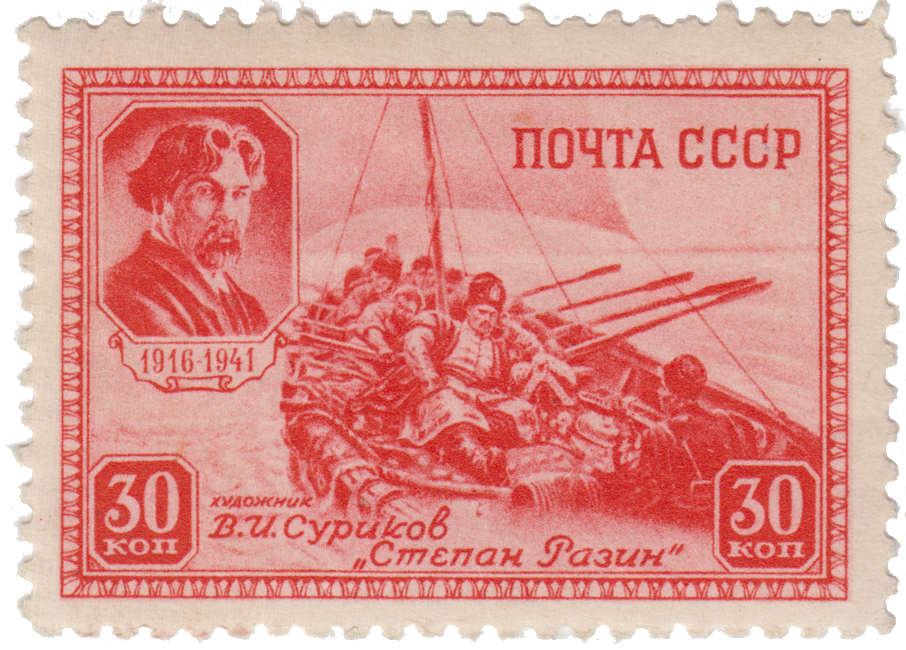